# Laarne
Laarne este o comună neerlandofonă situată în provincia Flandra de Est, regiunea Flandra din Belgia. La 1 ianuarie 2008 avea o populație totală de 11.851 locuitori. Comuna Laarne este formată din localitățile Laarne și Kalken. Suprafața totală a comunei este de 32,07 km². 

## Localități înfrățite
- Franța: Gagnières;
- Ungaria: Fényeslitke.